# 이산중학교
이산중학교(李祘中學校)는 대한민국 경기도 화성시 오산동에 있는 공립 중학교이다.

## 학교 연혁
- 2017년 3월 1일 : 개교
- 2017년 3월 1일 : 제1대 김인욱 교장 취임
- 2017년 3월 6일 : 입학식(신입생 22명), 1학년(2학급) 2학년(1학급) 3학년(1학급)
- 2018년 1월 9일 : 졸업장 수여(3학년 11명)
- 2023년 9월 1일 : 제4대 조원호 교장 취임
- 2024년 1월 5일 : 제7회 졸업장 수여(3학년 265명, 총 813명)

## 참고 자료
- 이산중학교 - 한국교육학술정보원 학교알리미